# Michał Pazdan
Michał Pazdanⓘ (ur. 21 września 1987 w Krakowie) – polski piłkarz, występujący na pozycji obrońcy, od 2023 w Wieczystej Kraków. W latach 2007–2019 reprezentant Polski, uczestnik Mistrzostw Europy 2008 i 2016 oraz Mistrzostw Świata 2018.

## Kariera klubowa

### Początki
Wychowanek Hutnika Kraków. W trzecioligowej drużynie seniorów tego klubu debiutował jako siedemnastolatek.

### Górnik Zabrze
Przed rozpoczęciem sezonu 2007/08 trafił do Górnika Zabrze. 14 września 2007 zadebiutował w Ekstraklasie, występując przez pełne 90 minut podczas wygranego 4:0 spotkania z Polonią Bytom. W sezonie 2008/09 wystąpił w 29 ligowych meczach Górnika i spadł z zabrzańskim klubem do I ligi, aby za rok powrócić z klubem do najwyższej klasy rozgrywek. 6 września 2009 w meczu I ligi z Sandecją Nowy Sącz, strzelił swoją pierwszą bramkę dla Górnika. 27 lutego 2012 w meczu z GKS-em Bełchatów zdobył swoją pierwszą bramkę w Ekstraklasie. W barwach Górnika Zabrze rozegrał łącznie 130 meczów, w których strzelił 3 bramki.

### Jagiellonia Białystok
21 maja 2012 podpisał trzyletni kontrakt z Jagiellonią Białystok. W klubie zadebiutował 18 sierpnia 2012 w meczu I kolejki Ekstraklasy z Podbeskidziem (2:1), natomiast 27 października 2012, w meczu z Lechem Poznań, strzelił debiutancką bramkę. W sezonie 2014/15 wystąpił w 29 meczach Jagiellonii strzelając 2 bramki i zajął z klubem 3. miejsce w tabeli Ekstraklasy, zaś sam został wybrany „Obrońcą roku”. W latach 2012–2015, w barwach Jagiellonii rozegrał łącznie 96 meczów, zdobywając w nich 3 bramki.

### Legia Warszawa
25 czerwca 2015 przeszedł do Legii Warszawa, podpisując 4-letni kontrakt. W nowym klubie zadebiutował 16 lipca 2015 w wygranym 1:0, pierwszym meczu kwalifikacji do Ligi Europy z FC Botosani. Był to zarazem jego pierwszy występ w europejskich pucharach. W sezonie 2015/2016 wystąpił łącznie w 39 meczach Legii zdobywając z klubem mistrzostwo i Puchar Polski, a także występując w fazie grupowej Ligi Europy. Po sezonie wybrano go „Ligowcem Roku” w Plebiscycie Piłki Nożnej, a także znalazł się w najlepszej jedenastce Ekstraklasy wg Polskiego Związku Piłkarzy. Był także drugim kapitanem drużyny. W sezonie 2016/2017 zakwalifikował się z Legią do rozrywek fazy grupowej Ligi Mistrzów. W tych rozgrywkach zadebiutował 2 listopada 2016 w zremisowanym 3:3 meczu z Realem Madryt. Legia zajęła wówczas 3. miejsce w grupie F i awansowała do 1/16 finału Ligi Europy. Łącznie w sezonie 2016/2017, wystąpił w 38 meczach Legii i ponownie zdobył z warszawskim klubem mistrzostwo Polski. 16 lutego 2018 w ligowym meczu ze Śląskiem Wrocław zanotował 100. występ w barwach Legii Warszawa. W sezonie 2017/2018 wystąpił łącznie w 38 meczach Legii i po raz trzeci z rzędu zdobył z nią mistrzostwo Polski, a także pokonując w finale 2:1 Arkę Gdynia, po raz drugi wygrał Puchar Polski.

### MKE Ankaragücü
29 stycznia 2019 podpisał kontrakt z tureckim klubem MKE Ankaragücü, ważny do 30 czerwca 2020. 11 lutego 2019 zadebiutował w nowej drużynie i zaliczył asystę, w wygranym meczu z Kasımpaşą SK (3:0). Swoją pierwszą bramkę w nowych barwach zdobył 4 maja 2019 roku, w zremisowanym 2:2 spotkaniu z Rizesporem. W swoim pierwszym sezonie w drużynie z Ankary zagrał w 14 spotkaniach, w których strzelił 2 bramki i zanotował 1 asystę.

### Powrót do Jagiellonii
3 lipca 2021 roku ponownie związał się z Jagiellonią Białystok. Zawodnik podpisał dwuletni kontrakt.

### Wieczysta Kraków
30 czerwca 2023 ogłoszono, że od sezonu 2023/24 będzie reprezentował barwy trzecioligowego klubu Wieczysta Kraków.

## Kariera reprezentacyjna

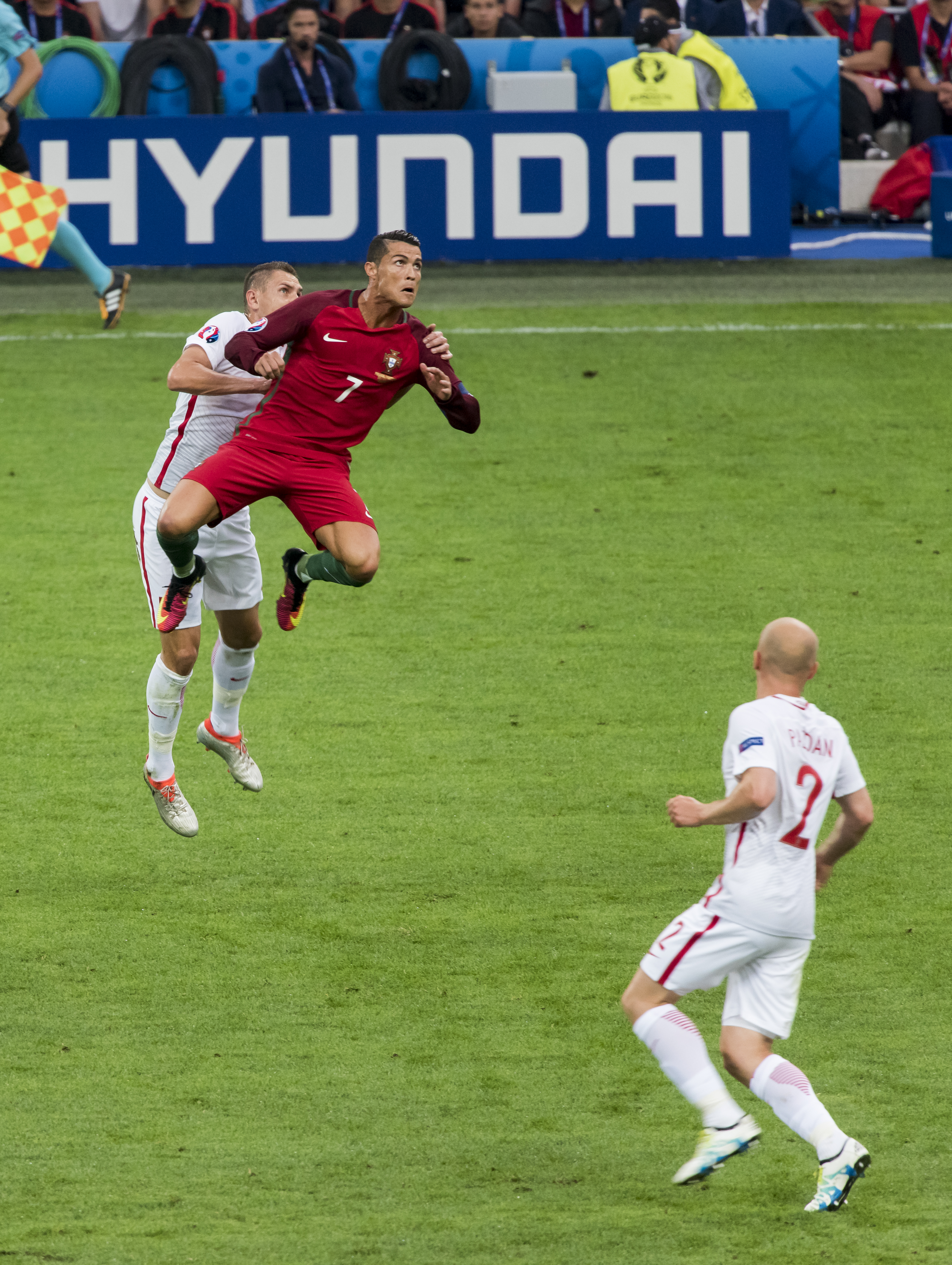
Michał Pazdan (pierwszy z prawej) w ćwierćfinale Mistrzostw Europy 2016 przeciwko Portugalii

W reprezentacji Polski zadebiutował 15 grudnia 2007 podczas wygranego 1:0 towarzyskiego spotkania z Bośnią i Hercegowiną, przebywając na boisku przez 68 minut. 16 kwietnia 2008 został powołany do kadry na Mistrzostwa Europy 2008. 28 maja 2008 Leo Beenhakker oficjalnie powołał go do składu na mistrzostwa Europy. Jednak jako jeden z nielicznych podczas samego turnieju nie rozegrał ani minuty. Holenderski szkoleniowiec określał Pazdana mianem „Pirania”. 12 maja 2016 został powołany przez selekcjonera Adama Nawałkę do szerokiej kadry na Mistrzostwa Europy 2016 we Francji. 30 maja 2016 Adam Nawałka oficjalnie powołał go do ścisłego składu na mistrzostwa Europy. Na turnieju jako jeden z liderów drużyny, wystąpił we wszystkich pięciu meczach reprezentacji Polski i dotarł z drużyną do ćwierćfinału, gdzie Polska, po konkursie rzutów karnych, musiała uznać wyższość przyszłych mistrzów Europy – Portugalii. Po mistrzostwach, UEFA i France Football, uznały go za jedno z odkryć tego turnieju. 4 czerwca 2018 został powołany przez selekcjonera Adama Nawałkę na Mistrzostwach Świata 2018 w Rosji.

## Statystyki

### Klubowe
(aktualne na dzień 30 czerwca 2024)
| Klub                  | Sezon              | Liga               | Liga  | Liga   | Puchar Polski | Puchar Polski | Europa | Europa | Inne  | Inne   | Suma  | Suma   |
| Klub                  | Sezon              | Liga               | Mecze | Bramki | Mecze         | Bramki        | Mecze  | Bramki | Mecze | Bramki | Mecze | Bramki |
| --------------------- | ------------------ | ------------------ | ----- | ------ | ------------- | ------------- | ------ | ------ | ----- | ------ | ----- | ------ |
| Górnik Zabrze         | 2007/08            | Ekstraklasa        | 19    | 0      | –             | –             | –      | –      | 9     | 0      | 28    | 0      |
| Górnik Zabrze         | 2008/09            | Ekstraklasa        | 29    | 0      | 2             | 0             | –      | –      | 2     | 0      | 33    | 0      |
| Górnik Zabrze         | 2009/10            | I liga             | 33    | 2      | –             | –             | –      | –      | –     | –      | 33    | 2      |
| Górnik Zabrze         | 2010/11            | Ekstraklasa        | 17    | 0      | –             | –             | –      | –      | –     | –      | 17    | 0      |
| Górnik Zabrze         | 2011/12            | Ekstraklasa        | 28    | 1      | 2             | 0             | –      | –      | –     | –      | 30    | 1      |
| Górnik Zabrze         | Ogólnie            | Ogólnie            | 126   | 3      | 4             | 0             | 0      | 0      | 11    | 0      | 141   | 3      |
| Jagiellonia Białystok | 2012/13            | Ekstraklasa        | 27    | 1      | 3             | 0             | –      | –      | –     | –      | 30    | 1      |
| Jagiellonia Białystok | 2013/14            | Ekstraklasa        | 32    | 0      | 5             | 0             | –      | –      | –     | –      | 37    | 0      |
| Jagiellonia Białystok | 2014/15            | Ekstraklasa        | 27    | 2      | 2             | 0             | –      | –      | –     | –      | 29    | 2      |
| Jagiellonia Białystok | Ogólnie            | Ogólnie            | 86    | 3      | 10            | 0             | 0      | 0      | 0     | 0      | 96    | 3      |
| Legia Warszawa        | 2015/16            | Ekstraklasa        | 24    | 0      | 4             | 0             | 10     | 0      | 1     | 0      | 39    | 0      |
| Legia Warszawa        | 2016/17            | Ekstraklasa        | 28    | 0      | –             | –             | 10     | 0      | –     | –      | 38    | 0      |
| Legia Warszawa        | 2017/18            | Ekstraklasa        | 29    | 0      | 3             | 0             | 5      | 0      | 1     | 0      | 38    | 0      |
| Legia Warszawa        | 2018/19            | Ekstraklasa        | 2     | 0      | 2             | 1             | 3      | 0      | –     | –      | 7     | 1      |
| Legia Warszawa        | Ogólnie            | Ogólnie            | 83    | 0      | 9             | 1             | 28     | 0      | 2     | 0      | 122   | 1      |
| MKE Ankaragücü        | 2018/19            | Süper Lig          | 14    | 2      | –             | –             | –      | –      | –     | –      | 14    | 2      |
| MKE Ankaragücü        | 2019/20            | Süper Lig          | 31    | 0      | –             | –             | –      | –      | –     | –      | 31    | 0      |
| MKE Ankaragücü        | 2020/21            | Süper Lig          | 15    | 0      | –             | –             | –      | –      | –     | –      | 15    | 0      |
| MKE Ankaragücü        | Ogólnie            | Ogólnie            | 60    | 2      | 0             | 0             | 0      | 0      | 0     | 0      | 60    | 2      |
| Jagiellonia Białystok | 2021/22            | Ekstraklasa        | 26    | 0      | 1             | 0             | –      | –      | –     | –      | 27    | 0      |
| Jagiellonia Białystok | 2022/23            | Ekstraklasa        | 14    | 1      | 1             | 0             | –      | –      | –     | –      | 15    | 1      |
| Wieczysta Kraków      | 2023/24            | III liga           | 26    | 2      | –             | –             | –      | –      | –     | –      | 26    | 2      |
| Ogólnie w karierze    | Ogólnie w karierze | Ogólnie w karierze | 421   | 11     | 24            | 1             | 28     | 0      | 13    | 0      | 486   | 12     |

### Reprezentacyjne

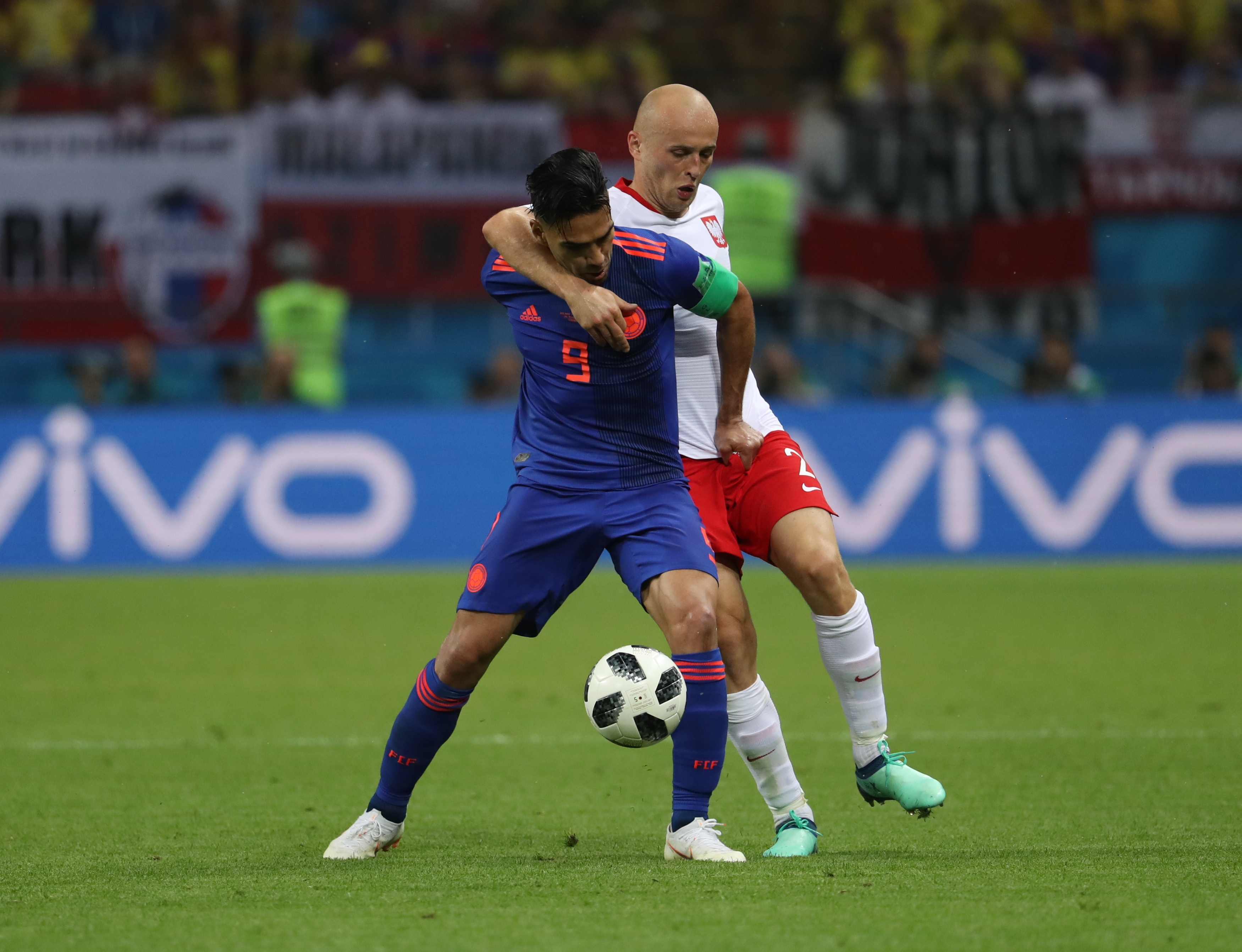
Radamel Falcao i Michał Pazdan, 2018

(aktualne na dzień 6 września 2019)
| Reprezentacja | Rok     | Mecze | Bramki |
| ------------- | ------- | ----- | ------ |
| Polska        |         |       |        |
| 2007          | 1       | 0     |        |
| 2008          | 4       | 0     |        |
| 2013          | 2       | 0     |        |
| 2014          | 2       | 0     |        |
| 2015          | 5       | 0     |        |
| 2016          | 10      | 0     |        |
| 2017          | 6       | 0     |        |
| 2018          | 5       | 0     |        |
| 2019          | 3       | 0     |        |
| Ogólnie       | Ogólnie | 38    | 0      |

| Mecze i gole w reprezentacji | Mecze i gole w reprezentacji | Mecze i gole w reprezentacji | Mecze i gole w reprezentacji | Mecze i gole w reprezentacji | Mecze i gole w reprezentacji | Mecze i gole w reprezentacji         |
| Lp.                          | Data                         | Miasto                       | Przeciwnik                   | Gol                          | Wynik                        | Rozgrywki                            |
| ---------------------------- | ---------------------------- | ---------------------------- | ---------------------------- | ---------------------------- | ---------------------------- | ------------------------------------ |
| 1.                           | 15.12.2007                   | Kundu                        | Bośnia i Hercegowina         |                              | 1:0                          | towarzyski, (nieuznawany przez FIFA) |
| 2.                           | 02.02.2008                   | Pafos                        | Finlandia                    |                              | 1:0                          | towarzyski, (nieuznawany przez FIFA) |
| 3.                           | 27.02.2008                   | Wronki                       | Estonia                      |                              | 2:0                          | towarzyski                           |
| 4.                           | 26.05.2008                   | Reutlingen                   | Macedonia Północna           |                              | 1:1                          | towarzyski                           |
| 5.                           | 27.05.2008                   | Reutlingen                   | Albania                      |                              | 1:0                          | towarzyski                           |
| 6.                           | 15.11.2013                   | Wrocław                      | Słowacja                     |                              | 0:2                          | towarzyski                           |
| 7.                           | 19.11.2013                   | Poznań                       | Irlandia                     |                              | 0:0                          | towarzyski                           |
| 8.                           | 18.01.2014                   | Abu Zabi                     | Norwegia                     |                              | 3:0                          | towarzyski                           |
| 9.                           | 20.01.2014                   | Abu Zabi                     | Mołdawia                     |                              | 1:0                          | towarzyski                           |
| 10.                          | 13.06.2015                   | Warszawa                     | Gruzja                       |                              | 4:0                          | el. ME 2016                          |
| 11.                          | 16.06.2015                   | Gdańsk                       | Grecja                       |                              | 0:0                          | towarzyski                           |
| 12.                          | 08.10.2015                   | Glasgow                      | Szkocja                      |                              | 2:2                          | el. ME 2016                          |
| 13.                          | 11.10.2015                   | Warszawa                     | Irlandia                     |                              | 2:1                          | el. ME 2016                          |
| 14.                          | 17.11.2015                   | Wrocław                      | Czechy                       |                              | 3:1                          | towarzyski                           |
| 15.                          | 23.03.2016                   | Poznań                       | Serbia                       |                              | 1:0                          | towarzyski                           |
| 16.                          | 26.03.2016                   | Wrocław                      | Finlandia                    |                              | 5:0                          | towarzyski                           |
| 17.                          | 01.06.2016                   | Gdańsk                       | Holandia                     |                              | 1:2                          | towarzyski                           |
| 18.                          | 12.06.2016                   | Nicea                        | Irlandia Północna            |                              | 1:0                          | ME 2016                              |
| 19.                          | 16.06.2016                   | Saint-Denis                  | Niemcy                       |                              | 0:0                          | ME 2016                              |
| 20.                          | 21.06.2016                   | Marsylia                     | Ukraina                      |                              | 1:0                          | ME 2016                              |
| 21.                          | 25.06.2016                   | Saint-Étienne                | Szwajcaria                   |                              | 1:1 (k. 5:4)                 | ME 2016                              |
| 22.                          | 30.06.2016                   | Marsylia                     | Portugalia                   |                              | 1:1 (k. 3:5)                 | ME 2016                              |
| 23.                          | 11.11.2016                   | Bukareszt                    | Rumunia                      |                              | 3:0                          | el. MŚ 2018                          |
| 24.                          | 14.11.2016                   | Wrocław                      | Słowenia                     |                              | 1:1                          | towarzyski                           |
| 25.                          | 26.03.2017                   | Podgorica                    | Czarnogóra                   |                              | 2:1                          | el. MŚ 2018                          |
| 26.                          | 10.06.2017                   | Warszawa                     | Rumunia                      |                              | 3:1                          | el. MŚ 2018                          |
| 27.                          | 01.09.2017                   | Kopenhaga                    | Dania                        |                              | 0:4                          | el. MŚ 2018                          |
| 28.                          | 04.09.2017                   | Warszawa                     | Kazachstan                   |                              | 3:0                          | el. MŚ 2018                          |
| 29.                          | 05.10.2017                   | Erywań                       | Armenia                      |                              | 6:1                          | el. MŚ 2018                          |
| 30.                          | 08.10.2017                   | Warszawa                     | Czarnogóra                   |                              | 4:2                          | el. MŚ 2018                          |
| 31.                          | 27.03.2018                   | Chorzów                      | Korea Południowa             |                              | 3:2                          | towarzyski                           |
| 32.                          | 08.06.2018                   | Poznań                       | Chile                        |                              | 2:2                          | towarzyski                           |
| 33.                          | 12.06.2018                   | Warszawa                     | Litwa                        |                              | 4:0                          | towarzyski                           |
| 34.                          | 19.06.2018                   | Moskwa                       | Senegal                      |                              | 1:2                          | MŚ 2018                              |
| 35.                          | 24.06.2018                   | Kazań                        | Kolumbia                     |                              | 0:3                          | MŚ 2018                              |
| 36.                          | 21.03.2019                   | Wiedeń                       | Austria                      |                              | 1:0                          | el. ME 2020                          |
| 37.                          | 24.03.2019                   | Warszawa                     | Łotwa                        |                              | 2:0                          | el. ME 2020                          |
| 38.                          | 06.09.2019                   | Lublana                      | Słowenia                     |                              | 0:2                          | el. ME 2020                          |

## Sukcesy

### Legia Warszawa
- Mistrzostwo Polski: 2015/2016, 2016/2017, 2017/2018
- Puchar Polski: 2015/2016, 2017/2018

### Indywidualne
- Obrońca roku w Ekstraklasie: 2014/2015
- Ligowiec roku w Plebiscycie Piłki Nożnej: 2016
- Odkrycie Mistrzostw Europy 2016 według UEFA i France Football
- Jedenastka roku Ekstraklasy w plebiscycie Polskiego Związku Piłkarzy: 2016

## Życie prywatne
Od 22 czerwca 2013 roku żonaty z Dominiką, z którą ma syna Marcela (ur. 2015). Studiował wychowanie fizyczne i obronę cywilną na Uniwersytecie Pedagogicznym im. Komisji Edukacji Narodowej w Krakowie, zrezygnował po pierwszym roku studiowania.